# Nomada pekingensis
Nomada pekingensis là một loài Hymenoptera trong họ Apidae. Loài này được Tsuneki mô tả khoa học năm 1986.